# Sayon Kéïta
Sayon Kéïta Bagayogo est une  femme politique malienne.

## Biographie
Elle est élue députée aux élections législatives maliennes de 2020 dans le cercle de Yanfolila. L'Assemblée nationale est dissoute le 19 août 2020 après un coup d'État.